# 오니에카치 오콩쿼
오니에카치 도나투스 오콩쿼(영어: Onyekachi Donatus Okonkwo, 1982년 5월 13일 ~ )는 나이지리아의 전 축구 선수로, 과거 나이지리아 국가대표팀에서 미드필더로 활동했다.

## 구단 경력
오콩쿼는 2003년 CAF 챔피언스리그와 2004년 CAF 챔피언스리그 결승전에서 에님바의 우승팀의 일원이었다.
남아프리카 공화국에 2년간 머무는 동안, 그는 요하네스버그를 연고로 하는 올랜도 파이리츠를 2006년 CAF 챔피언스리그 4강으로 이끌기 위해 전 소속팀인 에님바를 상대로 결정적인 골을 넣었을 정도로 클럽의 가장 영향력 있는 선수 중 한 명이었다.
오콩쿼는 독일 클럽 FC 쾰른과 계약 전 계약을 맺고 일주일 뒤 스위스 클럽 FC 취리히에서 4년 계약을 맺고 독일 클럽에서 1주일간의 시범 경기에 동의한 적이 없다고 밝혀 유럽에서 파문을 일으켰다. FC 쾰른의 스포츠 디렉터 클라우스 호르스트만이 그의 팀에 대한 의무를 이행하기 위해 FIFA에 그 문제를 가져가겠다고 위협했음에도 불구하고, 오콩쿼는 그가 스위스로 이적할 때 어떤 규칙도 어기지 않았다고 말했다. 그는 2010년 여름 카타르 클럽 알카라이티야트에 합류했다.
2012년 6월 26일, 오콩쿼는 올랜도 파이리츠에 재입단했고, 2013년 7월 12일, 지역 라이벌 음푸말랑가 블랙 에이시스와 계약을 맺었다.

## 국가대표팀 경력
그는 2006년 10월에 열린 레소토와의 2008년 아프리카 네이션스컵 예선 전에서 나이지리아 국가대표팀 경기에 처음 출전했다.